# Ophisurus serpens
Anguille des profondeurs, Serpent de sable
Espèce
L’Anguille des profondeurs, Serpenton à long nez ou Serpent de sable (de son nom scientifique Ophisurus serpens) est une espèce marine de poissons anguilliformes de la famille des Ophichthidae, signalée dans l'est de l'océan Atlantique, l'ouest de la mer Méditerranée, l'ouest de l'océan Indien, l'ouest du Pacifique et près de la Nouvelle-Zélande.
Elle vivrait dans les grandes profondeurs (500-2500 mètres), mais peut être trouvée sur le plateau continental jusqu'à 10 mètres de profondeur.

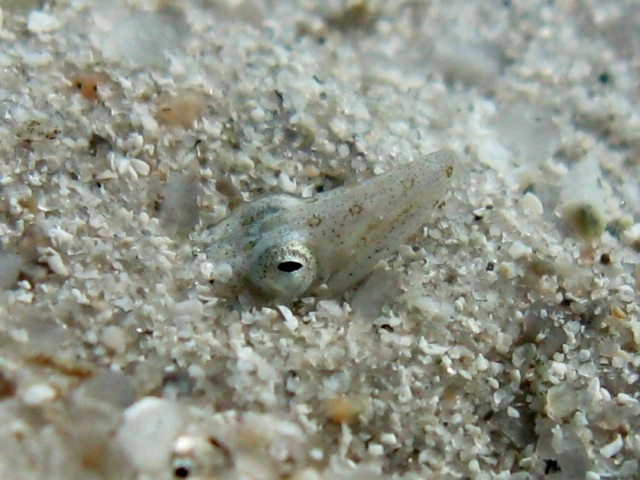
Tapi dans le sable
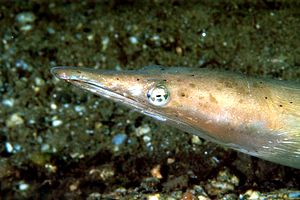
Détail de la tête
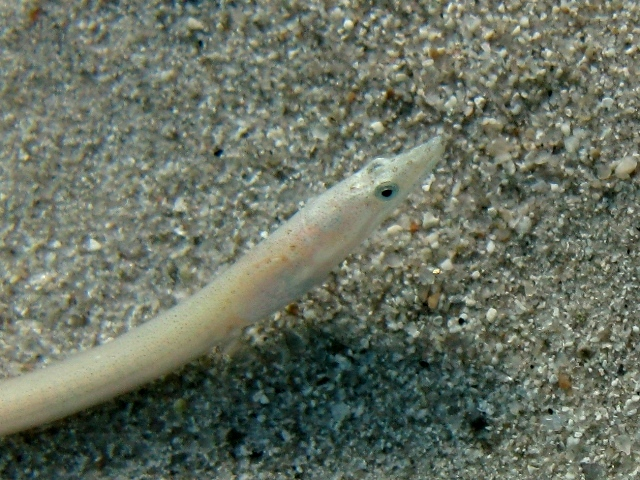
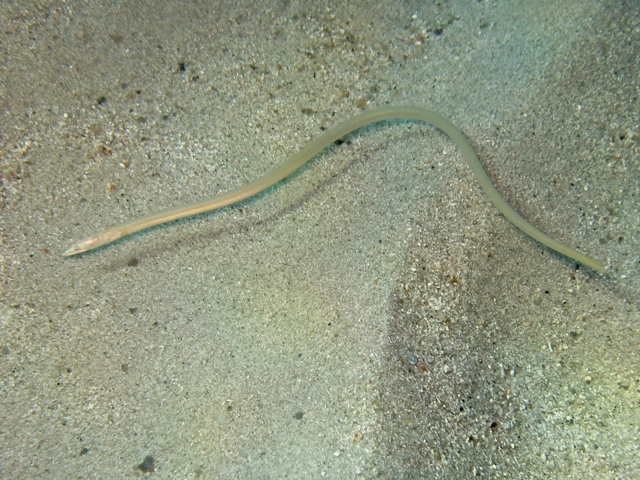